# Асою (муниципалитет)
Асою́ (исп. Azoyú) — муниципалитет в Мексике, штат Герреро, с административным центром в одноимённом городе. Численность населения, по данным переписи 2020 года, составила 15 099 человек.

## Общие сведения
Название Azoyú с языка науатль можно перевести как: где вода превращается в грязь.
Площадь муниципалитета равна 396 км², что составляет 0,62 % от площади штата. Он граничит с другими муниципалитетами Герреро: на севере с Сан-Луис-Акатланом, на северо-востоке с Игуалапой, на востоке с Олиналой, на юге с Куахиникуилапой, на юго-западе с Хучитаном, и на западе с Маркелией.

## Учреждение и состав
Муниципалитет был образован в 1792 году, в его состав входят 47 населённых пунктов, самые крупные из которых:
| Код INEGI | Населённый пункт                                  | Численность населения (2005 год) | Численность населения (2010 год) |
| 013       | Всего                                             | 13 448                           | 14 429                           |
| 0001      | Асою (исп. Azoyú) (административный центр)        | 4088                             | 4211                             |
| 0029      | Уэуэтан (исп. Huehuetán)                          | 1712                             | 1910                             |
| 0049      | Кецалапа (исп. Quetzalapa)                        | 1453                             | 1640                             |
| 0004      | Арселия-дель-Прогресо (исп. Arcelia del Progreso) | 1325                             | 1419                             |

## Экономическая деятельность
По статистическим данным 2000 года, работоспособное население занято по секторам экономики в следующих пропорциях: сельское хозяйство, скотоводство и рыбная ловля — 60,4 %, промышленность и строительство — 9,1 %, сфера обслуживания и туризма — 28,7 %.

## Инфраструктура
По статистическим данным 2010 года, инфраструктура развита следующим образом:
- электрификация: 93,4 %;
- водоснабжение: 60,1 %;
- водоотведение: 64 %.

## Туризм
Основные достопримечательности:
- музей в муниципальном центре, где хранятся рукописи кодексов Асою-I и Асою-II(en), созданные в доиспанский период на коре дерева;
- пляжи Бокана и Лас-Пеньитас.